# Alfabetul thai
Alfabetul (scrierea) thai (thailandeză อักษรไทย; RTGS: akson thai) este o scriere de tip abugida, folosită pentru a scrie thailandeza, thailandeza de sud și multe alte limbi vorbite în Thailanda. Alfabetul thailandez în sine (așa cum este folosit pentru a scrie thailandeza) are 44 de simboluri consonante (thailandeză พยัญชนะ, phaancanchana), 15 simboluri vocale (thailandeză สระ, sara) care se combină în cel puțin 28 de forme vocale și patru tonuri (notate cu diacritice (în thailandeză วรรณยุกต์ or วรรณยุต, wannayuk sau wannayut) pentru a crea caractere reprezentând mai ales silabe. 
Deși este denumit în mod obișnuit „alfabetul thailandez”, scriptul nu este, de fapt, un adevărat alfabet, ci un abugida, un sistem de scriere în care caracterele complete reprezintă consoane cu mărci diacritice pentru vocale; absența unui diacritic vocal dă un „a” sau „o” implicit. Consoanele sunt scrise orizontal de la stânga la dreapta, cu vocale dispuse deasupra, mai jos, la stânga sau la dreapta consoanei corespunzătoare sau într-o combinație de poziții. 
Thai are propriul set de numere thailandeze care se bazează pe sistemul de numerație indo-arab (thailandeză เลขไทย, lek thai), dar, cel mai adesea sunt utilizate cifrele arabe (thailandeză เลขฮินดูอารบิก, lek hindu arabik), cu excepția documentelor guvernamentale și a plăcuțelor de înmatriculare ale vehiculelor militare. 

## Istorie
Alfabetul thailandez este derivat din vechiul script khmer (thailandeză อักษรขอม, Akson Khom), care este un stil brahmic de sud de a scrie derivat din alfabetul indian din sud numit alfabetul pallava ( thailandeză ปัลลวะ). 
Thai este considerat a fi primul script din lume care ar fi inventat mărcile de ton pentru a indica tonuri distinctive, care lipsesc în limbile mon-khmer (limbi austroasiatice) și limbile indo-ariene din care provine scriptul său. Deși chineza și alte limbi sino-tibetane au tonuri distinctive în sistemul lor fonologic, nu există nicio marcă de ton în ortografiile lor. Astfel, mărcile de ton sunt o inovație a limbii thailandeze, care a influențat ulterior alte limbi Tai conexe și unele limbi tibeto-birmane de pe continentul sud -estic al Asiei. 
Thai (împreună cu sistemul său frate, lao (laoțian)) nu au consoane conjugale și vocale independente, în timp ce ambele modele sunt comune între scripturile brahmice (de exemplu, birmaneza și balineza). În scripturile cu consoane conjuncte, fiecare consoană are două forme: de bază și de conjugată. Grupurile de consoane sunt reprezentate cu cele două stiluri de consoane. Cele două stiluri pot forma legături tipografice, ca în Devanagari. Vocalele independente sunt utilizate atunci când o silabă începe cu un semn vocal. 
Tradiția thailandeză atribuie crearea scrierii (scriptului) thai regelui Ramkhamhaeng cel Mare (thailandeză พ่อขุนรามคำแหงมหาราช) în 1283, deși aceasta a fost contestată. 

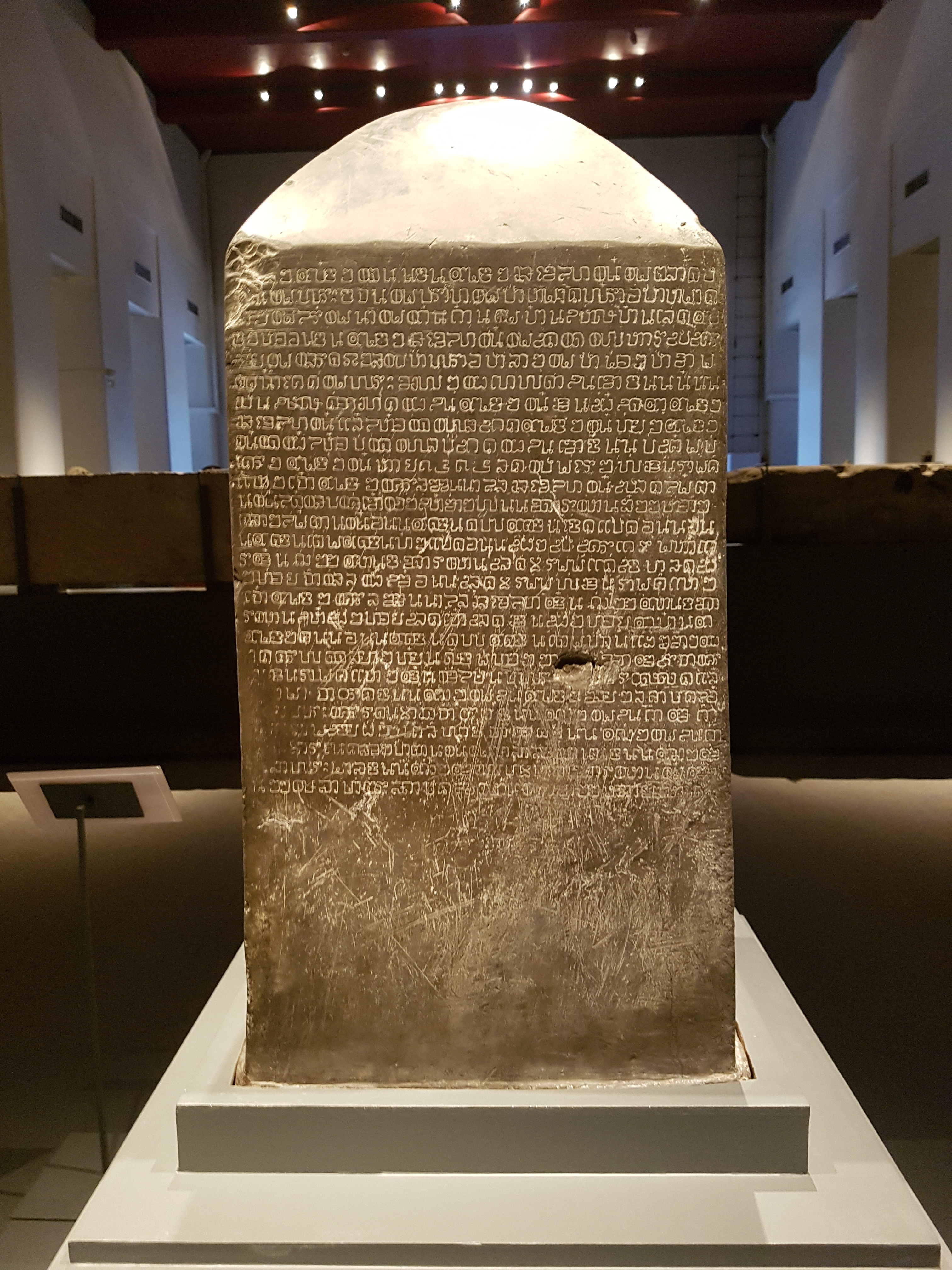
Inscripția Ram Khamhaeng, cea mai veche inscripție folosind scrierea proto-thailandeză (Muzeul Național Bangkok)

## Ortografie
Există o relație destul de complexă între ortografie și sunet. Există diverse probleme: 
1. Pentru multe sunete consoane, există două litere diferite care ambele reprezintă același sunet, dar care determină asocierea unui ton diferit. Acest lucru provine dintr-o schimbare majoră (o divizare a tonului ) care a avut loc istoric în fonologia limbii thailandeze. În momentul în care s-a creat scriptul thailandez, limba avea trei tonuri și un set complet de contraste între consoanele surde și cele sonore la începutul unei silabe (de exemplu, bdglmn vs. ptk hl hm hn). Într-o perioadă ulterioară, distincția sonoră/surdă a dispărut, dar în acest proces, fiecare dintre cele trei tonuri inițiale s-au împărțit în două, cu o consoană sonoră inițială (actualele semne pentru consoanelor „joase”) producând un ton cu variantă mai joasă și o consoană inițial surdă (actualele semne pentru consoanele „mijlocii” și „înalte”) producând un ton cu variantă superioară.
2. Thai a împrumutat un număr mare de cuvinte din sanscrită și pali, alfabetul thailandez fiind creat astfel încât ortografia originală a acestor cuvinte să poată fi păstrată cât mai mult. Aceasta înseamnă că alfabetul thailandez are o serie de litere „duplicate” care reprezintă sunete separate în sanscrită și pali (de exemplu, sunetele cu voce răsuflată bh, dh, ḍh, jh, gh și sunetele retroflexe ṭ ṭh ḍ ḍh ṇ ), dar care nu sunt niciodată reprezentau sunete distincte în limba tailandeză. Acestea sunt utilizate în mare parte sau exclusiv în împrumuturile sanscrite și pali.
3. Dorința de a păstra ortografia originală sanscrită și pali produce, de asemenea, un număr deosebit de mare de moduri duplicate de ortografiere a sunetelor la sfârșitul unei silabe (în care tailandezul este strict limitat în sunetele care pot apărea, dar sanscrita a permis toate posibilitățile, mai ales odată ce fostul final / a / a fost șters), precum și un număr de litere mute. Mai mult, multe consoane din cuvintele de împrumut sanscrite și pali sunt, în general, mute. Ortografia cuvintelor seamănă cu ortografia sanscrită sau pali: 
  - Thai สามารถ  (scris cu sǎamaarth, dar pronunțat sa-mat [sǎːmâːt] cu un r mut și un t plin, care este reprezentat folosind o consoană aspirată) „a fi în stare” (sanscrita समर्थ samartha )
  - Thai จันทร์  ( Chanthr ortografiat, dar pronunțat chan [tɕan] pentru că th și r sunt mute) „lună” (sanscrită चन्द्र chandra )

Literele thailandeze nu au majuscule și minuscule, ca în alfabetul roman. Nu sunt utilizate spațiile între cuvinte, cu excepția anumitor cazuri motivate lingvistic. 

### Punctuație
Pauzele minore din propoziții pot fi marcate cu virgulă (thailandeză จุลภาค sau ลูกน้ำ, chunlaphak sau luk nam) și pauzele majore cu punct (thailandeză มหัพภาค sau จุด, mahap phak sau chut), dar cel mai adesea sunt marcate printr-un spațiu gol (thailandeză วรรค, wak). Ochi de pasăre ๏ thailandeză ตาไก่, ta kai, numit oficial ฟองมัน, om fong) alineatele indicate anterior, dar acum sunt învechite. 
A kho mut ๛ ( thailandeză โคมูตร    ) poate fi folosit pentru a marca sfârșitul unui capitol sau al unui document . 
Scrierea thailandeză folosește și ghilimele ( thailandeză อัญประกาศ    , anyaprakat ) și paranteze (paranteze rotunde) ( thailandeză วงเล็บ    , wong lep sau thailandeză นขลิขิต    , nakha likhit ), dar nu și paranteze pătrate. 

## Alfabetul propriu-zis

### Consoane
Există 44 de litere consonantice reprezentând 21 sunete consoane distincte. Consonantele duplicate fie corespund sunetelor care existau în Old Thai la vremea în care alfabetul a fost creat, dar nu mai există (în special, obstruenții sonori cum ar fi bdgvz), sau diferite consoane sanscrite și pali pronunțate identic în tailandeză. În plus, există patru caractere combinate consoană-vocală care nu sunt incluse în tabelul 44. 
Consoanele sunt împărțite în trei clase - în ordine alfabetică acestea sunt: clasa de mijloc (กลาง , klang), înaltă (สูง  , cântat) și joasă (ต่ำ, tam) - așa cum se arată în tabelul de mai jos. Aceste denumiri de clasă reflectă calitățile fonetice ale sunetelor la care literele corespundeau inițial în thai-ul vechi. În special, sunetele „medii" erau stopuri surde neaspirate; sunetele „înalte” stopuri surde aspirate, iar sunetele "joase" sonore. Schimbările ulterioare ale sunetului au ascuns natura fonetică a acestor clase.  Astăzi, clasa unei consoane fără semn de ton, împreună cu lungimea scurtă sau lungă a vocalei însoțitoare, determină accentul de bază ( พื้นเสียง  , pheun siang ). Consonantele clasei de mijloc cu vocație lungă vrăjesc încă patru tonuri cu una dintre cele patru semne de ton peste consoana de control: mai ek, mai tho, mai tri și mai chattawa . Consoanele de clasă înaltă și joasă sunt limitate la mai ek și mai tho, așa cum se arată în documentul. Interpretări diferite ale celor două mărci sau absența lor permit consonantelor din clasa joasă să vrăjească tonuri nepermise pentru consoana corespunzătoare de clasă înaltă. În cazul digrafelor în care o clasă joasă urmează o consoană de clasă superioară, se aplică regulile clasei superioare, dar markerul, dacă este folosit, trece peste clasa joasă; în consecință, ห นำ ho nam și อ นำ O nam poate fi considerată ca digrafă ca atare, așa cum este explicat mai jos în tabelul tonurilor. 
Note
1. ↑  Modern Thai sounds /b/ and /d/ were formerly — and sometimes still are — pronounced /ʔb/ and /ʔd/. For this reason, they were treated as voiceless unaspirated, and hence placed in the "middle" class; this was also the reason they were unaffected by the changes that devoiced most originally voiced stops.
2. ↑  Only low class consonants may have a base accent determined by the syllable being both long and dead.

 Pentru a ajuta învățarea acestei scrieri, fiecare consoană este asociată în mod tradițional cu un cuvânt thailandez acrofonic care începe fie cu același sunet, fie îl prezintă în mod proeminent. De exemplu, numele literii ข este Kho Khai (ข ไข่), în care Kho este sunetul propriu-zis, și Khai (ไข่) este un cuvânt care începe cu același sunet și înseamnă „ou“. 
Două dintre consoane, ฃ (kho khuat) și ฅ (kho khon), nu mai sunt folosite în tailandeză scrisă, dar apar în continuare pe multe tastaturi și în seturi de caractere. Atunci când prima mașină de scris tailandeză a fost dezvoltată de Edwin Hunter McFarland în 1892, pur și simplu nu exista spațiu pentru toate personajele, astfel încât două trebuiau părăsite.  De asemenea, niciuna dintre aceste două litere nu corespunde unei litere sanscrite sau Pali și fiecare dintre ele, fiind o formă modificată a literei care o precedă (compară ข și ค), nu are aceeași pronunție și aceeași clasă consonantă ca și litera precedentă (oarecum ca <i>s</i> lung european). Acest lucru le face redundante. Siam în 1890 Siam, un film din 2006 intitulat în tailandeză: ฅ น ไฟ บิน Flying Fire Person (în engleză: Dynamite Warrior), folosește ฅ kho khon pentru a vrăji ฅ น Person. Comparați intrarea pentru ฅ în tabelul de mai jos, unde persoana este scrisă คน.     
Echivalențele pentru romanizare sunt prezentate în tabelul de mai jos. Multe consoane se pronunță diferit la începutul și la sfârșitul unei silabe. Înscrierile din coloanele inițiale și finale indică pronunția pentru consoana respectivă în pozițiile corespunzătoare dintr-o silabă. În cazul în care intrarea este „-”, consoana nu poate fi folosită pentru a închide o silabă. Când o combinație de consoane încheie o silabă scrisă, numai prima este pronunțată; posibilele consoane de închidere sunt limitate la 'k', 'm', 'n', 'ng', 'p' și 't'. 
Deși standardele oficiale pentru romanizare sunt Royal General General System of Transcription (RTGS) definite de Royal Thai Institute și cele aproape identice ISO 11940-2definite de Organizația Internațională pentru Standardizare, multe publicații folosesc sisteme de romanizare diferite. În practica de zi cu zi, se utilizează o diversitate descurajatoare de romanizări, ceea ce face dificil să știi cum să pronunți un cuvânt sau să judeci dacă două cuvinte (de exemplu, pe o hartă și un semn stradal) sunt de fapt aceleași. Pentru informații mai precise, se oferă și un echivalent din Alfabetul Fonetic Internațional (IPA). 

| Simbol | Name    | Name         | Name                          | RTGS     | RTGS     | IPA      | IPA        | Clasă |
| Simbol | Thai    | RTGS         | Traducere                     | Inițială | Finală   | Initială | Finală     | Clasă |
| --- | ------- | ------------ | ----------------------------- | -------- | -------- | -------- | ---------- | ----- |
| ก | ก ไก่    | ko kai       | găină                         | k        | k        | [k]      | [k̚]        | mediu |
| ข | ข ไข่    | kho khai     | ou                            | kh       | k        | [kʰ]     | [k̚]        | acută |
| ฃ | ฃ ขวด   | kho khuat    | sticlă (flacon) (obsolet)     | kh       | k        | [kʰ]     | [k̚]        | acută |
| ค | ค ควาย  | kho khwai    | bivol                         | kh       | k        | [kʰ]     | [k̚]        | jos   |
| ฅ | ฅ คน    | kho khon     | persoană (obsolet)            | kh       | k        | [kʰ]     | [k̚]        | jos   |
| ฆ | ฆ ระฆัง  | kho ra-khang | clopoțel                      | kh       | k        | [kʰ]     | [k̚]        | jos   |
| ง | ง งู     | ngo ngu      | șarpe                         | ng       | ng       | [ŋ]      | [ŋ]        | jos   |
| จ | จ จาน   | cho chan     | farfurie                      | ch       | t        | [tɕ]     | [t̚]        | mediu |
| ฉ | ฉ ฉิ่ง    | cho ching    | țambal                        | ch       | –        | [tɕʰ]    | [–]        | acută |
| ช | ช ช้าง   | cho chang    | elefant                       | ch       | t        | [tɕʰ]    | [t̚]        | jos   |
| ซ | ซ โซ่    | so so        | lanț                          | s        | t        | [s]      | [t̚]        | jos   |
| ฌ | ฌ เฌอ   | cho choe     | arbore                        | ch       | –        | [tɕʰ]    | [–]        | jos   |
| ญ | ญ หญิง   | yo ying      | femeie                        | y        | n        | [j]      | [n]        | jos   |
| ฎ | ฎ ชฎา   | do cha-da    | coafură                       | d        | t        | [d]      | [t̚]        | mediu |
| ฏ | ฏ ปฏัก   | to pa-tak    | suliță                        | t        | t        | [t]      | [t̚]        | mediu |
| ฐ | ฐ ฐาน   | tho than     | piedestal                     | th       | t        | [tʰ]     | [t̚]        | acută |
| ฑ | ฑ มณโฑ  | tho montho   | Montho, personaj din Ramayana | th       | t        | [tʰ]     | [t̚]        | jos   |
| ฒ | ฒ ผู้เฒ่า  | tho phu-thao | strămoș                       | th       | t        | [tʰ]     | [t̚]        | jos   |
| ณ | ณ เณร   | no nen       | samanera                      | n        | n        | [n]      | [n]        | jos   |
| ด | ด เด็ก   | do dek       | copil                         | d        | t        | [d]      | [t̚]        | mediu |
| ต | ต เต่า   | to tao       | țestoasă                      | t        | t        | [t]      | [t̚]        | mediu |
| ถ | ถ ถุง    | tho thung    | jaf                           | th       | t        | [tʰ]     | [t̚]        | acută |
| ท | ท ทหาร  | tho thahan   | soldat                        | th       | t        | [tʰ]     | [t̚]        | jos   |
| ธ | ธ ธง    | tho thong    | steag                         | th       | t        | [tʰ]     | [t̚]        | jos   |
| น | น หนู    | no nu        | șoarece                       | n        | n        | [n]      | [n]        | jos   |
| บ | บ ใบไม้  | bo baimai    | frunză                        | b        | p        | [b]      | [p̚]        | mediu |
| ป | ป ปลา   | po pla       | pește                         | p        | p        | [p]      | [p̚]        | mediu |
| ผ | ผ ผึ้ง    | pho phueng   | albină                        | ph       | –        | [pʰ]     | [–]        | acută |
| ฝ | ฝ ฝา    | fo fa        | sprânceană                    | f        | –        | [f]      | [–]        | acută |
| พ | พ พาน   | pho phan     | phan                          | ph       | p        | [pʰ]     | [p̚]        | low   |
| ฟ | ฟ ฟัน    | fo fan       | dinți                         | f        | p        | [f]      | [p̚]        | ljos  |
| ภ | ภ สำเภา | pho sam-phao | junc                          | ph       | p        | [pʰ]     | [p̚]        | jos   |
| ม | ม ม้า    | mo ma        | cal                           | m        | m        | [m]      | [m]        | jos   |
| ย | ย ยักษ์   | yo yak       | uriaș                         | y        | [–] or n | [j]      | [–] or [n] | jos   |
| ร | ร เรือ   | ro ruea      | ambarcație                    | r        | n        | [r]      | [n]        | jos   |
| ล | ล ลิง    | lo ling      | maimuță                       | l        | n        | [l]      | [n]        | jos   |
| ว | ว แหวน  | wo waen      | inel                          | w        | [–]      | [w]      | [–]        | ljos  |
| ศ | ศ ศาลา  | so sala      | pavilion                      | s        | t        | [s]      | [t̚]        | acută |
| ษ | ษ ฤๅษี   | so rue-si    | pustnic                       | s        | t        | [s]      | [t̚]        | acută |
| ส | ส เสือ   | so suea      | tigru                         | s        | t        | [s]      | [t̚]        | acută |
| ห | ห หีบ    | ho hip       | cufăr                         | h        | –        | [h]      | [–]        | acută |
| ฬ | ฬ จุฬา   | lo chu-la    | zmeu (de hârtie)              | l        | n        | [l]      | [n]        | jos   |
| อ | อ อ่าง   | o ang        | bazin                         | [–]      | –        | [ʔ]      | [–]        | mediu |
| ฮ | ฮ นกฮูก  | ho nok-huk   | bufniță                       | h        | –        | [h]      | [–]        | jos   |
| Note 1. ^ Rotunjirile joase ale literei ญ sunt șterse atunci când anumite litere sunt scrise sub ele, precum + marca „nikkhahit” ญ (punctul de jos). 2. ^ Curbele inferioare ale literei ฐ sunt îndepărtate atunci când anumite litere sunt scrise sub ele,cum ar fi ฐ + marca vocală ุ = ฐุ, etc. 3. ^ Când ย încheie o silabă, acesta este, de obicei, parte din vocală. De exemplu, mai (หมาย, [maːj˩˥]), muai (หมวย, [muaj˩˥]), roi (โรย, [roːj˧]), și thui (ทุย, [tʰuj˧]). Există unele cazuri în care ย încheie o silabă și nu face parte din vocală (dar servește ca o consoană finală independentă). Un exemplu este phinyo (ภิยโย, [pʰĩn˧.joː˧]). 4. ^ Când ว încheie o silabă, este întotdeauna parte a vocală. De exemplu, hio (หิว, [hiw˩˥]), kao (กาว, [kaːw˧]), klua (กลัว, [kluːa˧]), and reo (เร็ว, [rew˧]). 1. ^ อ este un caz special în care, la începutul unui cuvânt este folosit ca o inițială mută pentru silabe care încep cu o vocală (toate vocale sunt scrise în raport cu o consoană - a se vedea mai jos). Același simbol este folosit ca o vocală în poziție non-inițială. |         |              |                               |          |          |          |            |       |

#### Fonetic
Consonantele pot fi organizate în funcție de locul și modul de articulare conform principiilor Asociației Fonetice Internaționale . Thai distinge între trei modele de voce / aspirație pentru consoanele implozive: 
- surdă, neaspirată
- surdă, aspirată
- sonoră, neaspirată

În cazul în care limba engleză are o distincție doar între sonore, neaspirate /b/ și cele surde, aspirate /pʰ/, limba thai distinge un al treilea sunet care nu este nici sonor, nici aspirat, care apare în engleză doar ca un alofon al lui /p/, aproximativ sunetul p în „rotire”. În mod similar, există un triplet alveolar /t/, /tʰ/, /d/. În seria velară există o pereche /k/, /kʰ/, iar în seria postalveolară perechea /tɕ/, /tɕʰ/. 
În fiecare căsuță de mai jos, prima linie indică Alfabetul Fonetic Internațional (API),  a doua indică caracterele thailandeze în poziția inițială (mai multe litere care apar în aceeași casetă au o pronunție identică). Rețineți că ordinea alfabetică convențională prezentată în tabelul de mai sus urmează aproximativ tabelul de mai jos, citind blocurile colorate de la dreapta la stânga și de sus în jos.

## Pronunția caracterelor thailandeze în poziția finală
| | Bilabială | Bilabială    | Bilabială | Labio- dentală | Alveolar       | Alveolar              | Alveolar | Alveolo- palatal | Alveolo- palatal | Palatal  | Velar | Velar              | Velar | Glotal   |
| --- | --------- | ------------ | --------- | -------------- | -------------- | --------------------- | -------- | ---------------- | ---------------- | -------- | ----- | ------------------ | ----- | -------- |
| Nazal |           |              | [m] ม     |                |                |                       | [n] ณ, น |                  |                  |          |       |                    | [ŋ] ง |          |
| Ocluziv | [p] ป     | [pʰ] ผ, พ, ภ | [b] บ     |                | [t] ฏ, ต       | [tʰ] ฐ, ฑ, ฒ, ถ, ท, ธ | [d] ฎ, ด |                  |                  |          | [k] ก | [kʰ] ข, ฃ, ค, ฅ, ฆ |       | [ʔ] อ    |
| Affricate |           |              |           |                |                |                       |          | [tɕ] จ           | [tɕʰ] ฉ, ช, ฌ    |          |       |                    |       |          |
| Fricativ |           |              |           | [f] ฝ, ฟ       | [s] ซ, ศ, ษ, ส |                       |          |                  |                  |          |       |                    |       | [h] ห, ฮ |
| Tril |           |              |           |                |                |                       | [r] ร    |                  |                  |          |       |                    |       |          |
| Approximant |           |              | [w] ว     |                |                |                       |          |                  |                  | [j] ญ, ย |       |                    |       |          |
| Lateral approximant |           |              |           |                |                |                       | [l] ล, ฬ |                  |                  |          |       |                    |       |          |
| notițe 1. ^ ฃ și ฅ nu mai sunt utilizate. Astfel, se spune că tailandeza modernă are 42 de consoane. 2. ^ Inițiala อ este silențioasă și, prin urmare, este considerată implozivă glotală. |           |              |           |                |                |                       |          |                  |                  |          |       |                    |       |          |

Deși cele 44 de consoane thailandeze oferă 21 sunete în cazul inițialelor, cazul finalelor este diferit. Rețineți cum sunetele consoanelor din tabel pentru inițialele se prăbușesc în tabel pentru sunetele finale. La sfârșitul unei silabe, toate plosivele sunt nerecuperate, neaspirate și nu au o eliberare audibilă. Africatele inițiale și fricativele devin implozive finale. Trolul inițial (ร), aproximantul (ญ) și aproximanții laterali (ล, ฬ) sunt realizate ca  finale nazale /n/ . 
Doar 8 sunete care se termină, precum și orice sunet final, sunt disponibile în pronunția thailandeză. Printre aceste consoane, excluzând ฃ și ฅ, cele șase (ฉ ผ ฝ ห อ ฮ) nu pot fi utilizate ca finală. Restul de 36 sunt grupate după cum urmează. 
|                                                                                           | bilabiată         | bilabiată | Alveolar                                              | Alveolar             | Palatal | Velar            | Velar | Glotal |
| ----------------------------------------------------------------------------------------- | ----------------- | --------- | ----------------------------------------------------- | -------------------- | ------- | ---------------- | ----- | ------ |
| Nazal                                                                                     |                   | [m] ม     |                                                       | [n] ณ, น, ญ, ร, ล, ฬ |         |                  | [ŋ] ง |        |
| Ocluziv                                                                                   | [p̚] บ, ป, พ, ฟ, ภ |           | [t̚] จ, ช, ซ, ฌ, ฎ, ฏ, ฐ, ฑ, ฒ, ด, ต, ถ, ท, ธ, ศ, ษ, ส |                      |         | [k̚] > ก, ข, ค, ฆ |       | [ʔ]    |
| Approximant                                                                               |                   | [w] ว     |                                                       |                      | [j] ย   |                  |       |        |
| Note 1. ^ Plosivul glotal apare la sfârșit când nici o finală nu urmează o vocală scurtă. |                   |           |                                                       |                      |         |                  |       |        |

### Vocale
Sunetele vocale thailandeze și diftongii sunt scrise folosind un amestec de simboluri vocale pe o bază consonantă. Fiecare vocală este arătată în poziția sa corectă în raport cu o consoană de bază și, uneori, o consoană finală. Rețineți că vocalele se pot plasa mai sus, mai jos, la stânga sau la dreapta consoanei sau combinații ale acestor locuri. Dacă o vocală are părți înainte și după consoana inițială, iar silaba începe cu un grup de consoane, împărțirea va înconjura întregul cluster. 
Douăzeci și unu de elemente simbolizând vocale sunt denumite în mod tradițional, care pot apărea singure sau în combinație pentru a forma simboluri compuse. 
| Simbol                                                                   | Nume      | Nume                                    | Combinații |
| Simbol                                                                   | tailandez | RTGS                                    | Combinații |
| ------------------------------------------------------------------------ | --------- | --------------------------------------- | --- |
| ะ                                                                        | วิสรรชนีย์   | Wisanchani (din sanscrită visarjanīya ) | ◌ ะ; ◌ ั วะ; เ ◌ ะ; เ ◌ อะ; เ ◌ าะ; เ ◌ ี ยะ; เ ◌ ื อะ; แ ◌ ะ; โ ◌ ะ                                                                                |
| ◌ ั                                                                       | ไม้หันอากาศ | Mai han a-kat                           | ◌ ั ◌; ◌ ั ว; ◌ ั วะ |
| ◌ ็                                                                       | ไม้ไต่คู้     | Mai tai khu                             | ◌ ็; ◌ ็ อ ◌; เ ◌ ็ ◌; แ ◌ ็ ◌ |
| า                                                                        | ลาก ข้าง   | Lak khang                               | ◌ า; ◌ า ◌; ำ; เ ◌ า; เ ◌ าะ |
| ◌ ิ                                                                       | พินทุ อิ     | Phinthu i                               | ◌ ิ; เ ◌ ิ ◌; ◌ ี; ◌ ี ◌; เ ◌ ี ย; เ ◌ ี ยะ; ◌ ื ◌; ◌ ื อ; เ ◌ ื อ; เ ◌ ื อะ                                                                               |
| ◌̍                                                                        | ฝน ทอง    | Fon tanga                               | ◌ ี; ◌ ี ◌; เ ◌ ี ย; เ ◌ ี ยะ |
| ◌                                                                        | ฟันหนู      | Fan nu                                  | ◌ ื ◌; ◌ ื อ; เ ◌ ื อ; เ ◌ ื อะ |
| ◌ ํ                                                                       | นิคหิต      | Nikkhahit                               | ◌ ึ; ◌ ึ ◌; ◌ ำ |
| ◌ ุ                                                                       | ตีนเหยียด   | Yiat de tin                             | ◌ ุ; ◌ ุ ◌ |
| ◌ ู                                                                       | ตีนคู้       | Tin khu                                 | ◌ ู; ◌ ู ◌ |
| เ                                                                        | ไม้ หน้า    | Mai na                                  | เ ◌; เ ◌◌; เ ◌ ็ ◌; เ ◌ อ; เ ◌ อ ◌; เ ◌ อะ; เ ◌ า; เ ◌ าะ; เ ◌ ิ ◌; เ ◌ ี ย; เ ◌ ี ย ◌; เ ◌ ี ยะ; เ ◌ ื อ; เ ◌ ื อ ◌; เ ◌ ื อะ; แ ◌; แ ◌◌; แ ◌ ็ ◌; แ ◌ ะ |
| โ                                                                        | ไม้ โอ     | Mai o                                   | โ ◌; โ ◌◌; โ ◌ ะ |
| ใ                                                                        | ไม้ม้วน     | Mai muan                                | ใ ◌ |
| ไ                                                                        | ไม้มลาย    | Mai malai                               | ไ ◌ |
| อ                                                                        | ตัว อ      | Tua o                                   | ◌ อ; ◌ ็ อ ◌; ◌ ื อ; เ ◌ อ; เ ◌ อ ◌; เ ◌ อะ; เ ◌ ื อ; เ ◌ ื อะ                                                                                       |
| ย                                                                        | ตัว ย      | Tua yo                                  | เ ◌ ี ย; เ ◌ ี ย ◌; เ ◌ ี ยะ |
| ว                                                                        | ตัว ว      | Tua wo                                  | ◌ ั ว; ◌ ั วะ |
| ฤ                                                                        | ตัว ฤ      | Tua rue                                 | ฤ |
| ฤๅ                                                                       | ตัว ฤๅ     | Tua rue                                 | ฤๅ |
| ฦ                                                                        | ตัว ฦ      | Tua lue                                 | ฦ |
| ฦๅ                                                                       | ตัว ฦๅ     | Tua lue                                 | ฦๅ |
| Note 1. ^ Aceste simboluri sunt întotdeauna combinate cu phinthu i (◌ ิ). |           |                                         | |

Vocalele inerente sunt /a/ în silabe deschise (CV) și /o/ în silabe închise (CVC). De exemplu, ถนน transcrie / [tʰ] [à] [n] [ǒ] [n] / „drum”. Există câteva excepții în cuvintele de împrumut Pali, în care vocala inerentă a unei silabe deschise este /o/ . Vocalele circumfix, cum ar fi เ–าะ /ɔʔ/, cuprind o consoană precedentă cu o vocală inerentă. De exemplu, / [pʰ] [ɔʔ] / este scris เ și / [tɕʰ] [a] [ɔʔ] [pʰ] / "numai" este scris เ
Caracterele ฤ ฤๅ (plus ฦ ฦๅ, care sunt învechite) sunt de obicei considerate vocale, primul fiind un sunet vocal scurt, iar cel de-al doilea, lung. Ca intrări alfabetice, ฤ ฤๅ urmează ร și ele însele pot fi citite ca o combinație de consoană și vocală, echivalent cu รึ (scurt), și รือ (lung) (și perechea învechită ca ลึ, ลือ). Mai mult, ฤ poate acționa ca ริ ca parte integrantă în multe cuvinte împrumutate mai ales din sanscrită, cum ar fi ก ฤ ษ ณะ ( kritsana, nu kruetsana ), ฤ ท ธิ์ ( rit, nu ruet ) și ก ฤ ษ ดา ( kritsada, nu kruetsada ), de exemplu. De asemenea, este folosit pentru a scrie o ษ ก ฤ ษ angrită Anglia / Engleza. Cuvântul ฤ ก ษ์ ( roek ) este un caz unic în care ฤ se pronunță ca เรอ . 
Pronunția de mai jos este indicată de Alfabetul Fonetic Internațional  și de romanizare conform Royal Thai Institute, precum și de mai multe variante de romanizare întâlnite deseori. Un echivalent foarte aproximativ este dat pentru diverse regiuni de vorbitori de engleză și zone înconjurătoare. Cercurile punctate reprezintă pozițiile consoanelor sau grupurilor de consoane. Prima reprezintă consoana inițială, iar cea din urmă (dacă există) reprezintă finala. 
Ro han (ร หัน) nu este de obicei considerată vocală și nu este inclusă în tabelul următor. Reprezintă sara a /a/ vocală în anumite cuvinte de împrumut sanscrite și apare ca ◌ ร ร ◌. Când este utilizată fără consoană finală (◌ ร ร), /n/ este implicată ca consoana finală, dând [an] . 
| Short vowels        | Short vowels      | Short vowels   | Short vowels    | Short vowels  | Short vowels  | Short vowels                             |               | Long vowels       | Long vowels   | Long vowels   | Long vowels   | Long vowels       | Long vowels                              | Long vowels   |
| Name                | Name              | Symbol         | IPA             | RTGS          | Variants      | Similar Sound (English RP pronunciation) | Name          | Name              | Symbol        | IPA           | RTGS          | Variants          | Similar Sound (English RP pronunciation) |               |
| Simple vowels       | Simple vowels     | Simple vowels  | Simple vowels   | Simple vowels | Simple vowels | Simple vowels                            | Simple vowels | Simple vowels     | Simple vowels | Simple vowels | Simple vowels | Simple vowels     | Simple vowels                            | Simple vowels |
| ------------------- | ----------------- | -------------- | --------------- | ------------- | ------------- | ---------------------------------------- | ------------- | ----------------- | ------------- | ------------- | ------------- | ----------------- | ---------------------------------------- | ------------- |
| สระอะ               | Sara a            | ◌ะ ◌ ◌ั◌        | [a]             | a             | u             | u in "nut"                               |               | สระอา             | Sara a        | ◌า ◌า◌        | [aː]          | a                 | ah, ar, aa                               | a in "father" |
| สระอิ                | Sara i            | ◌ิ ◌ิ◌           | [i]             | i             |               | y in "greedy"                            | สระอี          | Sara i            | ◌ี ◌ี◌          | [iː]          | i             | ee, ii, y         | ee in "see"                              |               |
| สระอึ                | Sara ue           | ◌ึ ◌ึ◌           | [ɯ]             | ue            | eu, u, uh     | u in French "du" (short)Format:Dubious   | สระอือ         | Sara ue           | ◌ือ ◌ื◌         | [ɯː]          | ue            | eu, u             | u in French "dur" (long)                 |               |
| สระอุ                | Sara u            | ◌ุ ◌ุ◌           | [u]             | u             | oo            | oo in "look"                             | สระอู          | Sara u            | ◌ู ◌ู◌          | [uː]          | u             | oo, uu            | oo in "too"                              |               |
| สระเอะ              | Sara e            | เ◌ะ เ◌็◌        | [e]             | e             |               | e in "neck"                              | สระเอ         | Sara e            | เ◌ เ◌◌        | [eː]          | e             | ay, a, ae, ai, ei | a in "lame"                              |               |
| สระแอะ              | Sara ae           | แ◌ะ แ◌็◌        | [ɛ]             | ae            | aeh, a        | a in "at"                                | สระแอ         | Sara ae           | แ◌ แ◌◌        | [ɛː]          | ae            | a                 | a in "ham"                               |               |
| สระโอะ              | Sara o            | โ◌ะ ◌◌         | [o]             | o             |               | oa in "boat"                             | สระโอ         | Sara o            | โ◌ โ◌◌        | [oː]          | o             | or, oh, ô         | o in "go"                                |               |
| สระเอาะ             | Sara o            | เ◌าะ ◌็อ◌       | [ɔ]             | o             | o, aw         | o in "not"                               | สระออ         | Sara o            | ◌อ ◌อ◌ ◌◌ ◌็   | [ɔː]          | o             | or, aw            | aw in "saw"                              |               |
| สระเออะ             | Sara oe           | เ◌อะ           | [ɤʔ]            | oe            | eu            | e in "the"                               | สระเออ        | Sara oe           | เ◌อ เ◌ิ◌ เ◌อ◌  | [ɤː] [ɤ]      | oe            | er, eu, ur        | u in "burn"                              |               |
| Diphthongs          |                   |                |                 |               |               |                                          |               |                   |               |               |               |                   |                                          |               |
| สระเอียะ             | Sara ia           | เ◌ียะ           | [iaʔ]           | ia            | iah, ear,     | ea in "ear" with glottal stop            |               | สระเอีย            | Sara ia       | เ◌ีย เ◌ีย◌      | [ia]          | ia                | ear, ere, ie                             | ea in "ear"   |
| สระเอือะ             | Sara uea          | เ◌ือะ           | [ɯaʔ]           | uea           | eua, ua       | ure in "pure"                            | สระเอือ        | Sara uea          | เ◌ือ เ◌ือ◌      | [ɯa]          | uea           | eua, ua, ue       | ure in "pure"                            |               |
| สระอัวะ              | Sara ua           | ◌ัวะ            | [uaʔ]           | ua            |               | ewe in "sewer"                           | สระอัว         | Sara ua           | ◌ัว ◌ว◌        | [ua]          | ua            | uar               | ewe in "newer"                           |               |
| Phonetic diphthongs |                   |                |                 |               |               |                                          |               |                   |               |               |               |                   |                                          |               |
| สระอิ + ว            | Sara i + wo waen  | ◌ิว             | [iu; iw]        | io            | ew            | ew in "new"                              |               |                   |               |               |               |                   |                                          |               |
| สระเอะ + ว          | Sara e + wo waen  | เ◌็ว            | [eu; ew]        | eo            | eu, ew        |                                          | สระเอ + ว     | Sara e + wo waen  | เ◌ว           | [eːu; eːw]    | eo            | eu, ew            | ai + ow in "rainbow"                     |               |
|                     |                   |                |                 |               |               |                                          | สระแอ + ว     | Sara ae + wo waen | แ◌ว           | [ɛːu; ɛːw]    | aeo           | aew, eo           | a in "ham" + ow in "low"                 |               |
| สระเอา              | Sara aodiphthongs | เ◌า            | [au; aw]        | ao            | aw, au, ow    | ow in "cow"                              | สระอา + ว     | Sara a + wo waen  | ◌าว           | [aːu]         | ao            | au                | ow in "now"                              |               |
|                     |                   |                |                 |               |               |                                          | สระเอีย + ว    | Sara ia + wo waen | เ◌ียว          | [iau; iaw]    | iao           | eaw, iew, iow     | io in "trio"                             |               |
| สระอะ + ย           | Sara a + yo yak   | ◌ัย             | [ai; aj]        | ai            | ay            | i in "hi"                                | สระอา + ย     | Sara a + yo yak   | ◌าย           | [aːi; aːj]    | ai            | aai, aay, ay      | ye in "bye"                              |               |
| สระไอ               | Sara aidiphthongs | ใ◌muan, ไ◌ ไ◌ย | [ai; aj]        | ai            | ay            | i in "hi"                                | สระอา + ย     | Sara a + yo yak   | ◌าย           | [aːi; aːj]    | ai            | aai, aay, ay      | ye in "bye"                              |               |
| สระเอาะ + ย         | Sara o + yo yak   | ◌็อย            | [ɔi; ɔj]        | oi            | oy            |                                          | สระออ + ย     | Sara o + yo yak   | ◌อย           | [ɔːi; ɔːj]    | oi            | oy                | oy in "boy"                              |               |
|                     |                   |                |                 |               |               |                                          | สระโอ + ย     | Sara o + yo yak   | โ◌ย           | [oːi; oːj]    | oi            | oy                |                                          |               |
| สระอุ + ย            | Sara u + yo yak   | ◌ุย             | [ui; uj]        | ui            | uy            |                                          |               |                   |               |               |               |                   |                                          |               |
|                     |                   |                |                 |               |               |                                          | สระเออ + ย    | Sara oe + yo yak  | เ◌ย           | [ɤːi; ɤːj]    | oei           | oey               | u in "burn" + y in "boy"                 |               |
|                     |                   |                |                 |               |               |                                          | สระอัว + ย     | Sara ua + yo yak  | ◌วย           | [uai; uaj]    | uai           | uay               | uoy in "buoy"                            |               |
|                     |                   |                |                 |               |               |                                          | สระเอือ + ย    | Sara uea + yo yak | เ◌ือย          | [ɯai; ɯaj]    | ueai          | uai               |                                          |               |
| Extra vowels        |                   |                |                 |               |               |                                          |               |                   |               |               |               |                   |                                          |               |
| สระอำ               | Sara am           | ำ              | [am]            | am            | um            | um in "sum"                              |               |                   |               |               |               |                   |                                          |               |
| ฤ                   | Rue               | ฤ              | [rɯ] [ri] [rɤː] | rue, ri, roe  | ru, ri        | rew in "grew", ry in "angry"             | ฤๅ            | Rue               | ฤๅ            | [rɯː]         | rue           | ruu               |                                          |               |
| ฦ                   | Lue               | ฦ              | [lɯ]            | lue           | lu, li        | lew in "blew"                            | ฦๅ            | Lue               | ฦๅ            | [lɯː]         | lue           | lu                |                                          |               |

- ^  Doar cu ร ( ro ruea ) ca consoană finală, care apare ca ◌ ร [ɔːn] .
- ^  Doar cu cuvântul [kɔ̂ː] .
- ^  Folosit doar în anumite cuvinte.
- ^ Mai malai (ไ ◌) este folosit pentru vocala [ai] în majoritatea cuvintelor, în timp ce mai muan (ใ ◌) este folosit doar în douăzeci de cuvinte specifice.
- ^  ไ ◌ ย se găsește în ไทย Thai și în cuvintele de împrumut Pali care conțin -eyya . ย este redundant, dar poate fi pronunțat într-un cuvânt compus atunci când este unit de samāsa.
- ^  În mod tradițional, aceste seturi de diftongi și triftonguri sunt considerate combinații de vocale obișnuite sau diftonguri cu wo waen (ว, /w/ ) sau yo yak (ย, /j/ ) ca consoană finală și nu sunt luate în considerare printre cele treizeci- două vocale.
- ^  Vocalele suplimentare nu sunt sunete vocale distincte, ci sunt simboluri care reprezintă anumite combinații vocală-consoane. Sunt considerate în mod tradițional drept vocale, deși unele surse neagă acest lucru.
- ^ Sara ai (ใ ◌ și ไ ◌) și sara ao (เ ◌ า) sunt de asemenea considerate vocale suplimentare.

### Thai central
Thai este o limbă tonală, iar scrierea oferă informații complete despre tonuri. Tonurile sunt realizate în vocale, dar indicate în scenariu printr-o combinație dintre clasa consoanei inițiale (înaltă, medie sau joasă), lungimea vocalei (lungă sau scurtă), consoană de închidere ( plozivă sau sonoră, adică moartă sau vie) și, dacă este prezentă, una dintre cele patru mărci de ton, al căror nume derivă din numele cifrelor 1-4 împrumutate din pali sau sanscrită. Regulile pentru notarea tonurilor sunt prezentate în următorul grafic: 
| Simbol | Nume   | Nume         | Compoziție silabică și clasă consonantă inițială | Compoziție silabică și clasă consonantă inițială | Compoziție silabică și clasă consonantă inițială | Compoziție silabică și clasă consonantă inițială |
| Simbol | Thai   | RTGS         | Vocală și finală                                 | Jos                                              | Mediu                                            | Înalt                                            |
| ------ | ------ | ------------ | ------------------------------------------------ | ------------------------------------------------ | ------------------------------------------------ | ------------------------------------------------ |
|        | (ไม่มี)  | (nici unul)  | Trăi long vowel or vowel plus sonorant           | mediu                                            | mediu                                            | crescător                                        |
|        | (ไม่มี)  | (nici unul)  | mort scurt short vowel at end or plus plosive    | înalt                                            | jos                                              | jos                                              |
|        | (ไม่มี)  | (nici unul)  | mort de mult long vowel plus plosive             | coborâtor                                        | jos                                              | jos                                              |
| ่       | ไม้เอก  | mai ek       | orice                                            | coborâtor                                        | jos                                              | jos                                              |
| ้       | ไม้โท   | mai tho      | orice                                            | înalt                                            | coborâtor                                        | coborâtor                                        |
| ๊       | ไม้ตรี   | mai tri      | orice                                            | -                                                | înalt                                            | -                                                |
| ๋       | ไม้จัตวา | mai chattawa | orice                                            | -                                                | crescător                                        | -                                                |

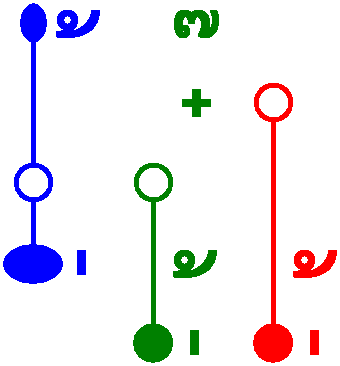
Tip de ton de sus în jos: înalt, în creștere, mediu, coborâtor, jos. Clasa consoanelor inițiale de la stânga la dreapta: joasă (albastru), medie (verde), înaltă (roșu). Tipul silabic: vie (cerc gol), moartă (cerc complet), moartă scurtă (elipsă îngustă), moartă lungă (elipsă largă).

Diagrama tonurilor în limba tailandeză

Diagrama pentru determinarea tonului unei silabe thailandeze. Faceți clic pentru a mări

„Niciunul”, adică niciun marcă de ton, nu se folosește cu accentul de bază (พื้น เสียง, pheun siang ). Mai tri și mai chattawa sunt utilizate doar cu consoane de clasă mijlocie. 
Două caractere consoane (nu diacritice) sunt utilizate pentru a modifica tonul: 
- ห นำ ho nam, conducând ho . O ținută silențioasă de înaltă clasă ห „conduce” în stopurile nazale de clasă joasă (ง, ญ, น și ม) și non-plozive (ว, ย, ร și ล), care nu au nicio corespondență fonetică de înaltă clasă, în proprietăți de ton ale unei consoane de clasă .înaltă. În cuvintele polisilabice, o consoană inițială de clasă medie sau înaltă cu o vocală implicită „conduce” în mod similar aceste aceleași consoane de clasă joasă în regulile de ton de clasă mai înaltă, cu marcade ton pe consoana de clasă joasă.
- อ นำ o nam, conducând o. Doar în patru cuvinte, o clasă silențioasă, medie, อ „conduce” la clasă de reguli de ton mediu: อย่า ( ya, nu) อยาก ( yak, dorință) อย่าง ( yang, kind, sort, type) อยู่ ( yu, stai). Rețineți că toate cele patru au vocală lungă, ton siang ek, dar อยาก, o silabă moartă, nu are nevoie de marcă de ton, dar cele trei silabe vii toate au mai ek .

| Consoană joasă | Consoană înaltă | IPA |
| -------------- | --------------- | --- |
| ง              | หง              | [Ñ] |
| ญ              | ห ญ             | [j] |
| น              | หน              | [n] |
| ม              | ห ม             | [m] |
| ย              | ห ย             | [j] |
| ร              | หร              | [r] |
| ล              | หล              | [l] |
| ว              | ห ว             | [w] |
| Consoană joasă | Consoană medie  | IPA |
| ย              | อย              | [j] |

Unele dialecte în care cuvintele sunt ortografiate cu un ton, dar pronunțate cu altul apar adesea în conversația informală (în special pronumele ฉัน chan și เขา khao, care sunt pronunțate ambele cu un ton ridicat și nu tonul în creștere indicat de script). În general, când astfel de cuvinte sunt recitate sau citite în public, ele sunt pronunțate ca ortografiate. 

### Thailandeza de sud
Sphaen South Thai poate avea până la șapte tonuri. Când sudul thailandezului este scris în script tailandez, există reguli diferite pentru indicarea tonului rostit. 
| tonuri          | Nakhon Si Thammarat regulile accentuării                                                                                              | Nakhon Si Thammarat regulile accentuării                                                                                              | Nakhon Si Thammarat regulile accentuării                                                                                              | IPA   |
| --------------- | --- | --- | --- | ----- |
| Primul ton      | O clasă consonantă inițială „înaltă” cu sunet lung și o clasă consonantă inițială „joasă” după cuvânt.                                | O clasă consonantă inițială „înaltă” cu sunet lung și o clasă consonantă inițială „joasă” după cuvânt.                                | O clasă consonantă inițială „înaltă” cu sunet lung și o clasă consonantă inițială „joasă” după cuvânt.                                | [˦˥˧] |
| Primul ton      | O clasă consonantă inițială "înaltă" cu sunet scurt și o clasă consonantă inițială "joasă" </br> cu [k̚], [t̚], [p̚] finale după cuvânt. | O clasă consonantă inițială "înaltă" cu sunet scurt și o clasă consonantă inițială "joasă" </br> cu [k̚], [t̚], [p̚] finale după cuvânt. | O clasă consonantă inițială "înaltă" cu sunet scurt și o clasă consonantă inițială "joasă" </br> cu [k̚], [t̚], [p̚] finale după cuvânt. | [˨˦]  |
| Al doilea ton   | O clasă consonantă inițială „înaltă”, atât sunet de scurtă durată, și o clasă consonantă inițială „joasă” după cuvânt.                | O clasă consonantă inițială „înaltă”, atât sunet de scurtă durată, și o clasă consonantă inițială „joasă” după cuvânt.                | O clasă consonantă inițială „înaltă”, atât sunet de scurtă durată, și o clasă consonantă inițială „joasă” după cuvânt.                | [˦]   |
| Al treilea ton  | Un sunet lung clasa consoană inițială „mijloc”.                                                                                       | Un sunet lung clasa consoană inițială „mijloc”.                                                                                       | Un sunet lung clasa consoană inițială „mijloc”.                                                                                       | [˧˦˧] |
| Al treilea ton  | Un sunet scurt clasa „mijlocie” consoană inițială cu [k̚], [t̚], [p̚] final.                                                             | Un sunet scurt clasa „mijlocie” consoană inițială cu [k̚], [t̚], [p̚] final.                                                             | Un sunet scurt clasa „mijlocie” consoană inițială cu [k̚], [t̚], [p̚] final.                                                             | [˧˦]  |
| Al patrulea ton | O clasă consonantă inițială „mijloc”, atât sunet scurt cât și lung.                                                                   | O clasă consonantă inițială „mijloc”, atât sunet scurt cât și lung.                                                                   | O clasă consonantă inițială „mijloc”, atât sunet scurt cât și lung.                                                                   | [˧]   |
| Al cincilea ton | O clasă consonantă inițială „joasă” cu cuvântul cap.                                                                                  | O clasă consonantă inițială „joasă” cu cuvântul cap.                                                                                  | O clasă consonantă inițială „joasă” cu cuvântul cap.                                                                                  | [˨˧˨] |
| Al șaselea ton  | Clasa consonantă inițială sunet lung „scăzut”.                                                                                        | Clasa consonantă inițială sunet lung „scăzut”.                                                                                        | Clasa consonantă inițială sunet lung „scăzut”.                                                                                        | [˨˦]  |
| Al șaptelea ton | Clasa consoană inițială „sunet scurt” scurt.                                                                                          | Clasa consoană inițială „sunet scurt” scurt.                                                                                          | Clasa consoană inițială „sunet scurt” scurt.                                                                                          | [˨˩]  |

### Diacritice
Alte diacritice sunt utilizate pentru a indica vocalele scurte și literele mute: 
- Mai taikhu înseamnă „băț care urcă și ghemuiește”. Este un număr tailandez în miniatură 8 ๘ . Mai taikhu este adesea folosit cu sara e (เ) și sara ae (แ) în silabe închise.
- Thanthakhat înseamnă „uciderea ca pedeapsă”.

| Simbol | Nume      | Nume       | Sens                     |
| Simbol | tailandez | RTGS       | Sens                     |
| ------ | --------- | ---------- | ------------------------ |
| ◌ ็     | ไม้ไต่คู้     | mai taikhu | scurtează vocala         |
| ◌ ์     | ทัณฑฆาต    | karan      | indică scrisoarea tăcută |

Fan nu înseamnă „dinți de șobolan” și este gândit ca fiind plasat în combinație cu sara scurtă și omul fong pentru a forma alte personaje. 
| Simbol | Nume      | Nume   | Utilizare                                                            |
| Simbol | tailandez | RTGS   | Utilizare                                                            |
| ------ | --------- | ------ | -------------------------------------------------------------------- |
| "      | ฟันหนู      | fan nu | combinate cu sara scurtă i ( ◌ ิ ) pentru a face sara lungă ue ( ◌ ื ) |
| "      | ฟันหนู      | fan nu | combinat cu fong man (๏) pentru a face fong man fan nu (๏ " )        |

### Numerale
Scriptul thailandez conține cifre numerice zecimale . 
| Hindu-Arabic | 0 | 1 | 2 | 3 | 4 | 5 | 6 | 7 | 8 | 9 |
| Thai         | 0 | 1 | 2 | 3 | 4 | 5 | 6 | 7 | 8 | 9 |

## Alte simboluri
| Simbol | Nume                                    | Nume                                                | Sens |
| Simbol | Thai                                    | RTGS                                                | Sens |
| ------ | --------------------------------------- | --------------------------------------------------- | --- |
| ฯ      | ไปยาล น้อย                               | pai-yan noi                                         | marchează expresia formală scurtată prin convenție (prescurtare) |
| ฯลฯ    | ไปยาล ใหญ่                               | pai-yan yai                                         | etc. |
| ๆ      | ไม้ยมก                                   | mai ya-mok                                          | cuvântul sau fraza precedentă este reduplicată |
| ๏      | ฟอง มัน, ตาไก่                            | om fong, ta kai                                     | început marcat anterior al unei propoziții, al alineatului sau al strofei (învechite); acum marchează doar începutul unei strofe într-un poem; acum folosit și ca punct plin |
| ๏ "    | ฟอง มัน ฟันหนู, ฟันหนู ฟอง มัน, ฝน ทอง ฟอง มัน | fong man fan nu, fan nu fong man, fon tong fong man | începutul marcat anterior al unui capitol (învechit) |
| ๐ "    | ฟอง ดัน                                  | fong dan                                            | începutul marcat anterior al unui capitol (învechit) |
| ฯ      | อัง คั่น เดี่ยว, คั่น เดี่ยว, ขั้น เดี่ยว            | angkhan diao, khan diao, khan diao                  | sfârșitul marcat anterior al unei propoziții sau al unei strofe (învechite)                                                                                                  |
| ๚      | อัง คั่น คู่, คั่น คู่, ขั้น คู่                     | angkhan khu, khan khu, khan khu                     | marchează sfârșitul strofei; marchează sfârșitul capitolului sau secțiunea lungă                                                                                             |
| ฯ ะ    | อัง คั่น วิสรรชนีย์                           | angkhan wisanchani                                  | marchează sfârșitul unei strofe într-un poem |
| ๚ ะ    | อัง คั่น วิสรรชนีย์                           | angkhan wisanchani                                  | marchează sfârșitul unei strofe într-un poem |
| ๛      | โคมูตร, สูตร นารายณ์                       | khomut, sutnarai                                    | marchează sfârșitul unui capitol sau document; marchează sfârșitul unei povești                                                                                              |
| ๚ ะ ๛  | อัง คั่น วิสรรชนีย์ โคมูตร                     | angkhan wisanchani khomut                           | marchează chiar sfârșitul unei lucrări scrise |
| ฿      | บาท                                     | băț                                                 | baht ( moneda Thailandei) |

Pai-yan noi și angkhan diao au același caracter. Sara a ( - ะ ) folosită în combinație cu alte caractere se numește wisanchani. 
Unele dintre caractere pot marca începutul sau sfârșitul unei propoziții, un capitol sau un episod al unei povești sau al unei strofe dintr-un poem. Acestea și-au schimbat utilizarea în timp și devin mai puțin frecvente. 

## Sanscrită și pali
Scrierea thailandeză (ca toate scrierile indice) folosește o serie de modificări pentru a scrie sanscrita și limbile conexe (în special, Pali). Limba pali este foarte strâns legată de sanscrită și este limba liturgică a budismului thailandez. În Thailanda, pali este scrisă și studiată folosind o scriere tailandeză ușor modificată. Principala diferență este că fiecare consoană este urmată de un scurt a (อะ), nu de „o” sau „ə” din tailandeză: acest scurt a nu este niciodată omis în pronunție și dacă vocala nu trebuie pronunțată, atunci trebuie utilizat un simbol specific, pinthu อฺ (un punct solid sub consoană). Aceasta înseamnă că sara a (อะ) nu este niciodată folosită când se scrie pali, deoarece este întotdeauna implicată. De exemplu, namo este scris นะ โม în tailandeză, dar în pali este scris ca น โม, deoarece อะ este redundant. Cuvântul sanscrit „mantra” este scris มนตร์ în tailandeză (și deci pronunțat mon), dar este scris ม นฺ ตฺ ร în sanscrită (și deci pronunțat mantra). La scrierea pali, se folosesc doar 33 de consoane și 12 vocale. 
Acesta este un exemplu de text Pali scris folosind ortografia sanscrită thailandeză: อร หํ ส มฺ มา ส มฺ พุ ทฺ โธ ภควา [arahaṃ sammāsambuddho bhagavā] . Scris în ortografia thailandeză modernă, aceasta devine อะ ระ หั ง สัมมา สั ม พุ ท โธ ภะ คะ วา arahang sammasamphuttho phakhawa . 
În Thailanda, sanscrita este citită folosind valorile thailandeze pentru toate consoanele (deci ค este citit kha și nu [ga]), ceea ce face ca sanscrita vorbită în Thailanda să fie neînțelesă pentru sanscritiștii care nu sunt instruiți în Thailanda. Valorile sanscrite sunt utilizate în transliterare (fără diacritice), dar aceste valori nu sunt niciodată utilizate în realitate atunci când sanscrita este citită cu voce tare în Thailanda. Vocalele utilizate în limba tailandeză sunt identice cu sanscrita, cu excepția lui ฤ, ฤๅ, ฦ și ฦๅ, care sunt citite folosind valorile lor thailandeze, nu valorile lor sanscrite. Sanscrita și pali nu sunt limbi tonale, dar în Thailanda, tonurile thailandeze sunt utilizate la citirea acestor limbi cu voce tare. 
În tabelele din această secțiune, se afișează mai întâi valoarea tailandeză (transliterare conform sistemului Royal Thai) din fiecare literă, urmată de valoarea IAST a fiecărei litere între paranteze pătrate. Nu uitați că în Thailanda, valorile IAST nu sunt niciodată utilizate în pronunție, ci doar uneori în transcrieri (cu diacriticele omise). Această disjuncție între transcriere și valoarea vorbită explică romanizarea numelor sanscrite din Thailanda pe care mulți străini o consideră confuză. De exemplu, สุวรรณภูมิ este romanizat ca Suvarnabhumi, dar pronunțat su-wan-na-phum . ศรีนครินทร์ este romanizat ca Srinagarindra, dar se pronunță si-nakha-rin . 

### Ocluzive (vargaḥ)
Implozivele (numite și stopuri) sunt listate în ordinea lor tradițională sanscrită, care corespunde ordinii alfabetice thailandeze de la ก la ม cu trei excepții: în tailandeză, clasa înaltă ข este urmată de două caractere învechite fără echivalent sanscrit, de înaltă clasă ฃ și clasa joasă ฅ; clasa joasă ช este urmată de sibilant ซ (echivalent de clasă scăzută de sibilant de clasă înaltă ส care urmează ศ și ษ. ) Tabelul oferă mai întâi valoarea thailandeză, iar apoi valoarea IAST în paranteze pătrate. 
| clasă        | neaspirat neexprimat | aspirat     | sonor      | aspirat sonor         | nazal      |
| ------------ | -------------------- | ----------- | ---------- | --------------------- | ---------- |
| velar        | ก kà [ka]            | ข khà [kha] | ค khá [ga] | ฆ khá [gha]           | ง ngá [ṅa] |
| palatal      | จ cà [ca]            | ฉ CHA [cha] | ช chá [ja] | ฌ chá [jha]           | ญ YA [ña]  |
| retroflex    | ฏ tà [ṭa]            | ฐ thà [ṭha] | ฑ tha [ḍa] | ฒ tha [ḍha]           | ณ ná [ṇa]  |
| dental       | ต tà [ta]            | ถ thà [tha] | ท thá [da] | ธ thá [dha]           | น ná [na]  |
| labial       | ป pà [pa]            | ผ PHA [pha] | พ phá [ba] | ภ phá [bha] bha [bha] | ม má [ma]  |
| clasa de ton | M                    | H           | L          | L                     | L          |

Niciuna dintre ocluzive sanscrite nu sunt pronunțate ca ocluzive sonore thailandeze, deci acestea nu sunt reprezentate în tabel. În timp ce literele sunt listate aici în funcție de clasa lor în sanscrită, tailandeza a pierdut distincția dintre multe consoane. Deci, deși există o distincție clară între ช și ฌ în sanscrită, în tailandeză aceste două consoane sunt pronunțate identic (inclusiv tonul). De asemenea, fonemele thailandeze nu diferențiază între clasele retroflex și cele dentale, deoarece thailandeza nu are consoane retroflexe. Echivalentele tuturor consoanelor retroflexe sunt pronunțate identic cu omoloagele lor dentale: astfel ฏ se pronunță ca ต, iar ฐ se pronunță ca ถ și așa mai departe. 
Ocluzive sanscrite non-aspirate surde sunt pronunțate ca neaspirate surde, în timp ce ocluzivele sanscrite aspirate sonore sunt pronunțate ca aspirate surde. 

### Non-ocluzive (avargaḥ)
Semivocalele (กึ่ง สระ kueng sara ) și lichidele vin în ordine alfabetică thailandeză după ม, ultima dintre ocluzive. Termenul อ วรรค înseamnă awak „fără o pauză“; adică fără ocluzive. 
| serie     | simbol | valoare | vocale înrudite |
| --------- | ------ | ------- | --------------- |
| palatal   | ย      | yá [ya] | อิ și อี          |
| retroflex | ร      | rá [ra] | ฤ și ฤๅ         |
| dentar    | ล      | lá [la] | ฦ și ฦๅ         |
| labial    | ว      | wá [va] | อุ și อู          |

#### Sibilante
Sunetul / sunetele inserate (เสียด แทรก siat saek ) urmează semivocala ว în ordine alfabetică. 
| serie     | simbol | valoare |
| --------- | ------ | ------- |
| palatal   | ศ      | sà [śa] |
| retroflex | ษ      | sà [ṣa] |
| dental    | ส      | sà [sa] |

Ca și sanscrita, tailandezul nu are voci sibilante (deci nu „z” sau „zh”). În thailandezul modern, distincția dintre cele trei consoane de înaltă clasă a fost pierdută și toate trei sunt pronunțate „sà”; Cu toate acestea, cuvintele străine cu sunet sh pot fi încă transcrise ca și cum valorile sanscrite încă păstrează (de exemplu, ang-grit อังกฤษ pentru engleză în loc de อัง ก ฤ ส). 
ศ ศาลา (deci sala) conduce cuvinte, ca în cuvântul său de exemplu, ศาลา. Digraful ศรี (Indic sri ) este pronunțat în mod regulat สี (si), ca în provincia Sisaket, thailandeză: ศรีสะเกษ.
ษ ฤๅษี (deci rue-si) poate conduce doar silabe dintr- un cuvânt, ca în exemplul său, ฤๅษี, sau să încheie o silabă ca în ศรีสะเกษ Sisaket și อังกฤษ English English.
ส เสือ (deci suea) scrie cuvinte native thailandeze care necesită o clasă înaltă / s /, precum și cuvinte Pali / Sanscrit naturalizate, cum ar fi สาร ท (สา ท) în Thetsakan Sat : เทศกาล สาร ท (เท ด - สะ - กาน - สา ท), anterior ศารท (สา ท).
ซ โซ่ (așa este), care urmează aspectul similar ช în ordine alfabetică thailandeze, scrie cuvinte care necesită o clasă scăzută / s /, la fel ca și vocala ow +.
ทร, la fel ca în titlul acestei secțiuni, เสียด แท ร ก (pronunțat เสียด แซ ก SIAT saek), atunci când sunt însoțite de o vocală (implicit în ทรง (ซ ง cântec un element de formare cuvinte folosite cu drepturi de autor), un semiconsoană în ทรวง (ซ วง suang piept, inima), sau în mod explicit ทราย (ซา ย nisip Sai). Excepție de la ทร + vocala = / s / sunt prefixul โทร - (echivalent cu tele- far, pronunțat โท ระ to-ra ) și re-scrieri fonetice ale limbii engleze tr- (ca în reluarea fonetică a trompetei : ท รัม เพ็ ท.) ทร este altfel pronunțat ca două silabe ทอ ระ -, ca în ทรมาน (ทอ ระ มา น la-ra-om la chin).

#### H sonor
| simbol | valoare |
| ------ | ------- |
| ห      | hà [ha] |

ห, o consoană de înaltă clasă, vine în ordinea alfabetică, dar echivalentul său de clasă scăzută, ฮ, urmează-care apare ca similar ultima literă a alfabetului thailandez. Ca și hindusa modernă, vocalele au dispărut, iar scrisoarea este acum pronunțată ca engleza „h”. Ca și sanscrita, această literă poate fi folosită doar pentru a începe o silabă, dar poate nu o încheie. (O bere populară este romanizată sub numele de Singha, dar în tailandeză este สิงห์, cu un karan pe ห; pronunția corectă este „ cântă ”, dar străinii din Thailanda spun de obicei „sing-ha”. ) 

#### Lla sonor
| simbol | valoare  |
| ------ | -------- |
| ฬ      | llá [la] |

### Vocale
| simbol | valoare |
| ------ | ------- |
| อะ     | a [a]   |
| อา     | a [ā]   |
| อิ      | eu [i]  |
| อี      | eu [ī]  |
| อุ      | u [u]   |
| อู      | u [ū]   |
| เอ     | e [e]   |
| โอ     | o [o]   |
| ฤ      | ru [ṛ]  |
| ฤๅ     | ru [ṝ]  |
| ฦ      | lu [ḷ]  |
| ฦๅ     | lu [ḹ]  |

Toate consoanele au un sunet „a” inerent și, prin urmare, nu este necesar să folosiți simbolul ะ pentru a scrie sanscrita. Vocalele thailandeze อื, ไอ, and și așa mai departe, nu sunt utilizate în sanscrită. Consonanta zero, อ, este unică pentru alfabetele Indic descendente din khmer. Când apare în sanscrită, aceasta este întotdeauna consoana zero și niciodată vocala o [ɔː] . Utilizarea sa în sanscrită este, așadar, pentru a scrie vocale care nu pot fi scrise altfel singure: de exemplu, อา sau อี. Când อ este scris singur, atunci este un purtător pentru vocala implicită, a [a] (echivalent cu อะ în tailandeză). 
Semnul vocal อำ apare în sanscrită, dar numai ca combinația vocalelor pure sara a อา cu nikkhahit อํ. 

### Alte simboluri
Există o serie de simboluri suplimentare utilizate doar pentru a scrie sanscrita sau Pali, și nu sunt utilizate pentru a scrie tailandeză. 

#### Nikkhahit (anusvāra)
| Simbol | trecuta |
| ------ | ------- |
| อํ      | ṃ       |

În sanscrită, anusvāra indică un anumit tip de sunet nazal. În limba tailandeză este scris ca un cerc deschis deasupra consoanei, cunoscut sub numele de nikkhahit ( นิคหิต  ), din Pali niggahīta . Nasalisation nu apare în limba thailandeză, prin urmare, o oprire nazal este întotdeauna substituit: de exemplu, ตํ taṃ se pronunță ca ตัง tang de Thai sanskritists . Dacă nikkhahit apare înaintea unei consoane, atunci Thai folosește un stop nazal din aceeași clasă: de exemplu, สํ สฺ กฺ ฤ ตา [saṃskṛta] se citește ca สัน สก ฤ ตา san-sa-krit-ta (The The după ce nikkhahit este un aparat dentar -consoană de clasă, prin urmare se utilizează stopul nazal de clasă dentară น). Din acest motiv, s-a sugerat ca în tailandeză, nikkhahit să fie listat ca o consoană.  Nikkhahit นิคหิต apare ca parte a vocalelor thailandeze sara am อำ și sara ue อึ. 

#### Phinthu (virāma)
อฺ
Deoarece scriptul thailandez este un abugida, trebuie adăugat un simbol (echivalent cu virāma în devanagari ) pentru a indica că vocala implicită nu trebuie pronunțată. Acesta este phinthu, care este un punct solid (numit și „bindu” în sanscrită) sub consoană. 

#### Yamakkan
อ๎
Yamakkan ( ยามักการ  ) este un simbol învechit folosit pentru a marca începutul grupurilor de consoane: de exemplu, พ๎ รา ห๎ ม ณ phramana [brāhmaṇa] . Fără yamakkan, acest cuvânt ar fi pronunțat pharahamana [barāhamaṇa] în schimb. Aceasta este o caracteristică unică scriptului thailandez (alte script-uri Indic utilizează o combinație de legături, conjuncții sau virāma pentru a transmite aceleași informații). Simbolul este învechit, deoarece pinthu poate fi folosit pentru a obține același efect: พฺ รา หฺ ม ณ. 

#### Visarga
Mijloacele de înregistrare a visargei ( vocal final „h”) în limba thailandeză au fost pierdute, deși caracterul ◌ ะ care este folosit pentru a transcrie un scurt / a / sau pentru a adăuga o oprire glotală după o vocală este cel mai apropiat echivalent. 

## Unicode
Scriptul thailandez a fost adăugat la Unicode Standard în octombrie 1991 odată cu lansarea versiunii 1.0. 
Blocul Unicode pentru Thai este U + 0E00 – U + 0E7F. Este o copie verbală a setului de caractere TIS-620 mai vechi, care codifică vocalele เ, แ, โ, ใ și ไ înainte de consoanele pe care le urmează și, prin urmare, Thai, Lao și Tai Viet sunt singurele scripturi brahmice din Unicode care folosesc ordine vizuală în loc de ordine logică.

## Dispuneri de tastatură
Caracterele thailandeze pot fi tastate folosind aranjamentele  Kedmanee și Pattachote . 